# Svitavy-Lány
Svitavy-Lány – przystanek kolejowy w Svitavach, w kraju pardubickim, w Czechach. Znajduje się na wysokości 440 m n.p.m.
Na przystanku nie ma możliwości zakupu biletu, a obsługa podróżnych odbywa się w pociągu.

## Linie kolejowe
- 260 Česká Třebová - Brno